# Portret zjeny khudozjnika
Portret zjeny khudozjnika (russisk: Портрет жены художника) er en sovjetisk spillefilm fra 1981 af Aleksandr Pankratov.

## Medvirkende
- Valentina Telitjkina som Nina
- Sergej Sjakurov som Pavel Aleksejevitj
- Nikita Mikhalkov som Boris Petrovitj
- Mikhail Semakov som Ivan
- Vsevolod Sjilovskij som Mitrofanytj